# Alexandra Dulgheruová
Alexandra Dulgheruová (* 30. května 1989 Bukurešť) je bývalá rumunská profesionální tenistka. Ve své kariéře získala na okruhu WTA Tour dva singlové turnaje, když dva roky po sobě triumfovala na Warsaw Open. V rámci okruhu ITF získala do roku 2020 jedenáct titulů ve dvouhře a tři ve čtyřhře.
Na žebříčku WTA byla ve dvouhře nejvýše klasifikována dubnu 2011 na 26. místě a ve čtyřhře pak v červenci téhož roku na 41. místě. 
V rumunském fedcupovém týmu debutovala v roce 2010 utkáním proti Švýcarsku v rámci 1. skupiny zóny Evropy a Afriky, v němž přehrála Patty Schnyderovou. Do roku 2020 v soutěži nastoupila k deseti mezistátním utkáním s bilancí 6–3 ve dvouhře a 1–5 ve čtyřhře.

## Finále na okruhu WTA Tour
| Legenda                           |
| --------------------------------- |
| D – dvouhra; Č – čtyřhra          |
| Grand Slam (0)                    |
| Turnaj mistryň (0)                |
| Premier Mandatory & Premier 5 (0) |
| Premier (2–0 D)                   |
| International (0–1 D; 0–2 Č)      |

### Dvouhra: 3 (2–1)
| Stav       | Č. | Datum           | Turnaj                 | Povrch | Soupeřka ve finále  | Výsledek           |
| ---------- | -- | --------------- | ---------------------- | ------ | ------------------- | ------------------ |
| Vítězka    | 1. | 23. května 2009 | Varšava, Polsko        | antuka | Aljona Bondarenková | 7–6(7–3), 3–6, 6–0 |
| Vítězka    | 2. | 22. května 2010 | Varšava, Polsko (2)    | antuka | Čeng Ťie            | 6–3, 6–4           |
| Finalistka | 1. | 8. března 2015  | Kuala Lumpur, Malajsie | tvrdý  | Caroline Wozniacká  | 6–4, 2–6, 1–6      |

### Čtyřhra: 2 (0–2)
| Stav       | Č. | Datum             | Turnaj              | Povrch | Spoluhráčka          | Soupeřky ve finále                             | Výsledek |
| ---------- | -- | ----------------- | ------------------- | ------ | -------------------- | ---------------------------------------------- | -------- |
| Finalistka | 1. | 25. září 2010     | Taškent, Uzbekistán | tvrdý  | Magdaléna Rybáriková | Alexandra Panovová Taťána Pučeková             | 3–6, 4–6 |
| Finalistka | 2. | 21. července 2013 | Båstad, Švédsko     | antuka | Flavia Pennettaová   | Anabel Medinaová Garriguesová Klára Zakopalová | 1–6, 4–6 |

## Vítězství na okruhu ITF

### Dvouhra (11)
| Č.  | Datum         | Turnaj                     | Povrch | Soupeřka ve finále      | Výsledek         |
| 1.  | květen 2005   | Bukurešť, Rumunsko         | antuka | Liana-Gabriela Ungurová | 6–2, 6–2         |
| 2.  | duben 2009    | Bari, Itálie               | antuka | Sandra Záhlavová        | 6–4, 6–4         |
| 3.  | září 2009     | Sofie, Bulharsko           | antuka | Tathiana Garbinová      | 6–7(4), 7–5, 6–1 |
| 4.  | říjen 2009    | Džunija, Libanon           | antuka | Zuzana Kučová           | 3–6, 6–3, 6–4    |
| 5.  | únor 2012     | Cali, Kolumbie             | antuka | Mandy Minellaová        | 6–3, 1–6, 6–3    |
| 6.  | leden 2013    | Antalya, Turecko           | antuka | Réka Luca Janiová       | 6–2, 6–2         |
| 7.  | červen 2014   | Marseille, Francie         | antuka | Johanna Larssonová      | 6–3, 7–5         |
| 8.  | listopad 2014 | Dubaj, SAE                 | tvrdý  | Kimiko Dateová          | 6–3, 6–4         |
| 9.  | červenec 2015 | Contrexéville, Francie     | antuka | Julia Putincevová       | 6–3, 1–6, 7–5    |
| 10. | červen 2017   | Montpellier, Francie       | antuka | Shérazad Reixová        | 6–2, 6–2         |
| 11. | srpen 2017    | Hódmezővásárhely, Maďarsko | antuka | Ganna Pozničirenková    | 7–5, 6–2         |

### Čtyřhra (3)
| Č. | Datum         | Turnaj            | Povrch | Partnerka              | Soupeřky ve finále                    | Výsledek            |
| 1. | listopad 2006 | Káhira, Egypt     | antuka | Marcella Koeková       | Tegan Edwardsová Oxana Pavlovová      | 6–3, 6–2            |
| 2. | listopad 2006 | Káhira, Egypt     | antuka | Marcella Koeková       | Stefanie Haidnerová Biljana Pavlovová | 7–6(4), 3–6, 7–6(5) |
| 3. | duben 2010    | Monzón, Španělsko | tvrdý  | Tamarine Tanasugarnová | Yayuk Basukiová Riza Zalamedová       | 6–2, 6–0            |

## Postavení na žebříčku WTA na konci sezóny

### Dvouhra
| Rok    | 2005 | 2006   | 2007   | 2008   | 2009  | 2010  | 2011  | 2012   | 2013   | 2014   | 2015  | 2016   | 2017   | 2018   | 2019   |
| Pořadí | 631. | ▼ 640. | ▲ 249. | ▼ 385. | ▲ 51. | ▲ 29. | ▼ 70. | ▼ 238. | ▲ 157. | ▲ 105. | ▲ 57. | ▼ 280. | ▲ 193. | ▲ 148. | ▼ 823. |

### Čtyřhra
| Rok    | 2006 | 2007   | 2008   | 2009   | 2010  | 2011  | 2012   | 2013   | 2014   | 2015   | 2016    | 2017    | 2018   | 2019 |
| Pořadí | 619. | ▲ 394. | ▲ 374. | ▲ 227. | ▲ 68. | ▲ 59. | ▼ 258. | ▲ 233. | ▼ 723. | ▲ 322. | ▼ 1059. | ▼ 1260. | ▲ 961. | –    |